# Postal (rivière)
Pour les articles homonymes, voir Postal.

La rivière Postal  (en =anglais : Postal River) est un cours d’eau de la région de la  West Coast dans l’Île du Sud de la Nouvelle-Zélande.

## Géographie
Elle s’écoule vers l’ouest à partir de la chaîne de Fenian Range, atteignant la rivière Oparara à 5 kilomètres au nord-est de la ville de Karamea. La rivière Postal coule entièrement à l’intérieur du Parc national de Kahurangi.